# Zamek drewniany
Zamek drewniany – rodzaj budowli o charakterze mieszkalno-obronnym, nazywany też zamkiem z uwagi na pełnioną funkcję, uznawany za formę przejściową między grodem a zamkiem.
Nazwą ta określane są zarówno pierwsze, prymitywne zamki o umocnieniach przeważnie ziemno-drewnianych, zbliżone do fortalicji (Zamek Braci Dobrzyńskich w Dobrzyniu nad Wisłą, zamki Książąt Mazowieckich w Nurze i Makowie Mazowieckim i inne). Także określeniem tym błędnie określane są grody z okresu wczesnego średniowiecza.
Sama idea zamku drewnianego rozpowszechniła się w końcu XV–XVI w., szczególnie na kresach wschodnich I Rzeczypospolitej i pochodzi z Rusi Kijowskiej. Cechą charakterystyczną takiego obiektu były drewniane „mury”, składające się z przęseł zwanych horodniami. Często umocnienia o średniowiecznej formie wyposażane były też w umocnienia ziemne typu bastejowego czy bastionowego.
Znany jest opis zamku w Krzemieńcu autorstwa Lwa Patejowicza Tyszkiewicza z 1542, opisujący zamek posiadający horodnie:

 […] most wjazdowy nadpsuty potrzebuje reperacyi, lepiej go umieścić jak uprzednio było przy baszcie Czerlenej, gdyż łatwiejsza obrona; za tym mostem na bastyonie horodnia obszerna, w której za księdza biskupa drabanci mieszkali i msza się odprawiała. Za tą horodnią most zwodzony na łańcuchach, brama, a nad nią wieża wielka i wysoka, murowana przez biskupa, po nim zaś dach jeszcze wyżej podniósł i przykrył jakby kołpakiem; innych wież jest dwie, przedzielone 25 horodniami dobremi, 8 niedokończonemi.
Tego typu budynkiem mogła też być strażnica opisywana przez Henryka Sienkiewicza w powieści „Pan Wołodyjowski” (co zostało potem pokazane w ekranizacji Jerzego Hoffmana).